# Henry Hoobin
Henry Francis „Henny” Hoobin (ur. 15 lutego 1879 w Montrealu, zm. 20 lipca 1921 tamże) – kanadyjski zawodnik lacrosse.
Na igrzyskach olimpijskich w 1908 w Londynie wraz z kolegami zdobył złoty medal.
Był zawodnikiem klubu Shamrock Lacrosse Club.